# هاري مارتن (قاضي)
هاري مارتن (بالإنجليزية: Harry Martin)‏ هو قاضي أمريكي، ولد في 13 يناير 1920 في لينوير في الولايات المتحدة، وتوفي في 3 مايو 2015 في آشفيل في الولايات المتحدة.